# Monte Aspiring
El monte Aspiring es un monte ubicado en Nueva Zelanda. Con sus 3033 m s. n. m. es la segunda montaña más alta de este país, después del monte Cook. 
Los maoríes lo llamaron Tititea, que significa Pico Destelleante. El nombre inglés lo recibió en diciembre de 1857 del topógrafo jefe de la provincia de Otago, John Turnbull Thompson. También se le conoce como "el Matterhorn del Sur", por su pico piramidal, visto desde el río Dart. El primero en alcanzar su cumbre fue el comandante Bernard Head en 1909. 
El monte Aspiring se asienta un poco al oeste de la principal división, a 30 km al oeste del lago Wanaka. Se encuentra en la intersección de tres importantes sistemas de glaciares, el glaciar Bonar, que desagua en el río Waipara, y el Volta y Therma-Cupo Glaciares, ambos desembocan en el río Waitoto. El Waipara es un afluente del río Arawhata, y tanto el Arawhata y Waitoto fluyen a la costa oeste de Haast y desembocan en la bahía de Jackson. 
El pico es generalmente accesible a través del Matukituki West Valley, que es alcanzado por una carretera de 50 km de Wanaka a un sendero en Raspberry Piso. Desde aquí, existen una red de refugios para los escaladores. El primer refugio es Mt Aspiring Hut, 8 km (aproximadamente dos horas de marcha) desde el sendero.
- Datos: Q1210275
- Multimedia: Mount Aspiring / Tititea / Q1210275